# 2026年冬季奥林匹克运动会沙特阿拉伯代表团
2026年冬季奧林匹克運動會沙烏地阿拉伯代表團是沙烏地阿拉伯所派出的第25届冬季奥林匹克运动会代表團。这是该国第二次参加冬奥。

## 高山滑雪
沙烏地阿拉伯已有一男取得高山滑雪參賽資格。

## 越野滑雪
沙烏地阿拉伯已有一男取得越野滑雪參賽資格。